# Puccinia primulae
Puccinia primulae är en svampart som först beskrevs av Augustin Pyrame de Candolle, och fick sitt nu gällande namn av Duby 1830. Puccinia primulae ingår i släktet Puccinia och familjen Pucciniaceae.   Inga underarter finns listade i Catalogue of Life.